# کوکووکو
کوکووکو (به لهستانی:  Kukówko) یک روستا در لهستان است که در گمینا شوینتاینو (شهرستان اولتسکو) واقع شده‌است.
 کوکووکو  ۱۸۰ نفر جمعیت دارد.